# Meret (ägyptische Mythologie)
Meret war die Göttin des Sed-Festes und ist unter König (Pharao) Djoser (3. Dynastie) erstmals belegt. Sie wird als enggewandete Frau mit ausgestreckten Armen dargestellt und steht auf einem Podest oder einem Goldzeichen. Meret begleitete die Festlichkeiten mit Gesang, Händeklatschen und Anfeuerungszurufen. Es sind auch Darstellungen belegt, in denen die Göttin in zweifacher Ausführung erscheint, die eine Darstellung trägt die Beischrift „Meret von Schemau“, die andere nennt sie „Meret von Mehu“.